# サマリア峡谷

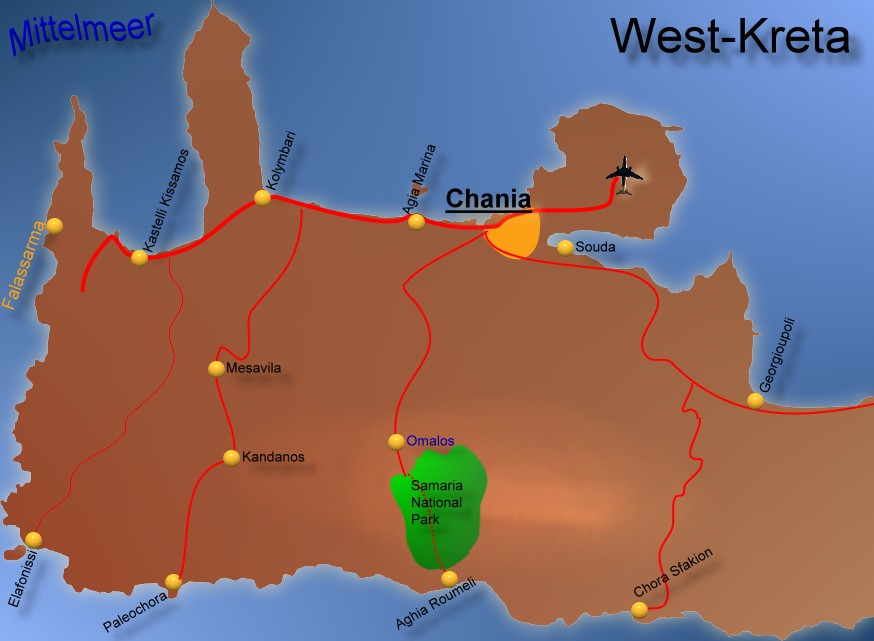
サマリア峡谷の地図

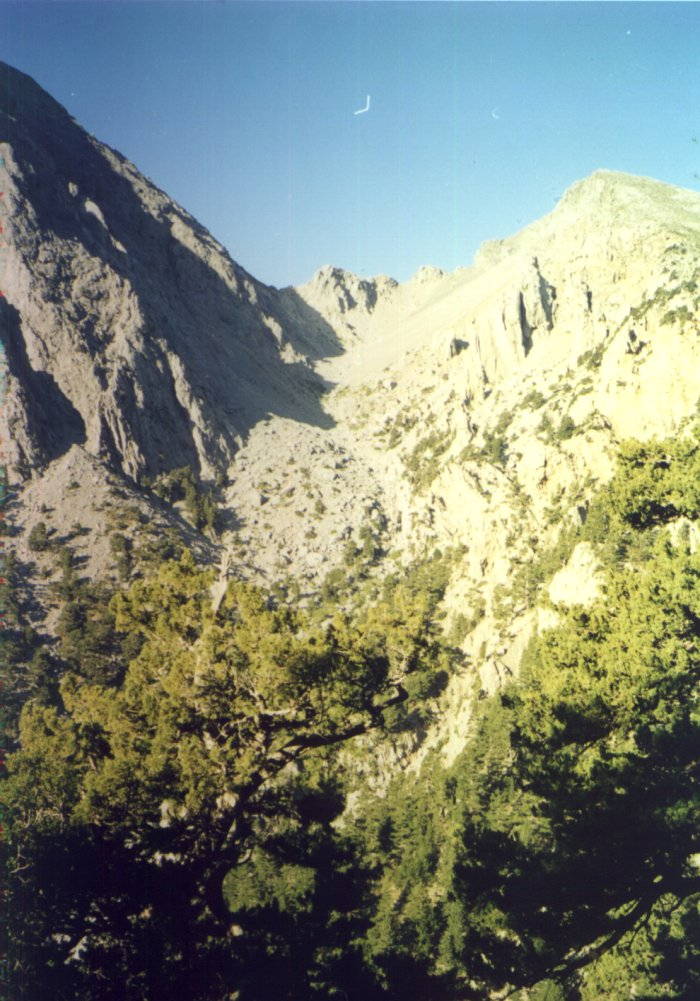
サマリア峡谷

サマリア峡谷またはサマリア渓谷（ギリシア語: Φαράγγι της Σαμαριάς）はギリシャのクレタ島にある峡谷（渓谷）で、同国の国立公園。1981年にユネスコの生物圏保護区に指定された。
峡谷（渓谷）はクレタ島の南西に位置し、ハニア県の一部を占めている。レフカ・オリ山脈（Λευκά Όρη）とヴォラキアス山からの渓流を主な源流とし、アギア・ルメーリ村（Αγιά Ρουμέλη）付近でリビア海（地中海の一海域）に流れ込む。峡谷のトレッキングコースは、レフカ・オリ山脈の高台に位置するオマロス村（Ομαλός、標高1250m）付近からスタートしアギア・ルメーリ村までの全長16kmであり、そのうち国立公園内は13kmである。この全長は一説では18㎞とするものもある。土壌の質が悪く、主にテラロッサからなる。トレッキングコース中で最も有名なものは、コース終盤に位置する『鉄門』（Iron Gates）と呼ばれる場所で、高さ300mの崖に両側を挟まれた幅4mの谷底を歩く部分である。峡谷に住む珍しい野生のヤギの一種『クリ・クリ』（Κρι-κρι、クレタパサン）等を守るため、1962年にサマリア峡谷は国立公園に指定された。かつてこの峡谷には人が住んでおり、サマリア村やニコラス聖堂などは国立公園指定時に無人化され、住人はアギア・ルメーリ村や他所に強制移住させられた。
一帯の植生は地中海地方の高地ホソイトスギ林、マッキア低木林およびフリガナであり、主な植物種はホソイトスギのほか、カラブリアマツ、カイノキ属、ゴジアオイ属がある。動物はクレタパサンのほか、コーカサスアナグマのクレタ島亜種が生息している。

## 国立公園の情報
- 国立公園は5月1日から10月15日までの、毎日6時から16時まで入場可能。[4]入場料は5ユーロ（2013年現在）。
- 国立公園内ではキャンプを含む宿泊は禁止され、火気を使うことや渓流などで泳ぐことも禁止されている。[5]
- サマリア峡谷を縦断するトレッキングを行う場合は、7時45分にハニアのバスターミナルを出発する路線バスに乗りオマロスで下車（所要時間1時間）。標準的な人は5時間から6時間で峡谷を縦断することができる。その後、アギア・ルメーリ港を17時に出発するフェリーに乗船し、ホラ・スファキオンで接続する路線バス（18時30分発）に乗りハニアに戻るルート例がある。[6]
- アギア・ルメーリ村にはホテルやレストランがある。峡谷のトレッキングコース上の各所には水飲み場が完備されている。

## 交通機関
- オマロス村（英語版）には、ハニアからの路線バスが運行されている。
- アギア・ルメーリ村には、スギア（英語版）（Σούγια）とホラ・スファキオン（英語版）（Χώρα Σφακίων）を結ぶフェリーが寄港する。